# Silvia Federici
Silvia Federici (* 24. dubna 1942, Parma) je americká vědkyně, pedagožka a feministická aktivistka žijící v New Yorku. Je emeritní profesorkou a odbornou asistentkou na Hofstra University ve státě New York, kde působila jako profesorka společenských věd. V letech 1984-1986 vyučovala na univerzitě v Port Harcourt v Nigérii.  V roce 1972 spolu s Mariarosou Dalla Costou a Selmou James založila organizaci Mezinárodní feministický kolektiv (International Feminist Collective), která zahájila kampaň Wages for Housework. V roce 1990 Federici spoluzaložila Výbor pro akademickou svobodu v Africe (CAFA) a spolu s Ousseinou Alidou byla více než deset let redaktorkou bulletinu CAFA. V roce 1995 spoluzaložila projekt Radical Philosophy Association (RPA) proti trestu smrti. Byla součástí Midnight Notes Collective, podílela se na publikaci New Enclosures v roce 2010 a její texty se objevily v Midnight Oil a Auroras of the Zapastitas. Věnovala se výzkumu násilí na ženách označovaného jako femicida.
V roce 2019 vydala knihu Re-enchanting the World: Feminism and the Politics of the Commons. Věnuje se zde výzkumu společných statků a naznačuje, že existují hnutí, která bojují za vytvoření a zachování společných zdrojů a svět mimo kapitalismus. Vrací se také k tématu honů na čarodějnice poté, co došlo k jejich obnovení v mnoha částech světa, jako například v Africe či Indii.
Federici je považována za jednu z předních feministických teoretiček v oblasti marxistické feministické teorie, dějin žen, politické filozofie a dějin a teorie pospolitosti. Její nejznámější kniha Caliban and the Witch byla přeložena do několika světových jazyků – do španělštiny, portugalštiny, italštiny, turečtiny a dalších. Kniha se zabývá honem na čarodějnice jako nástrojem podmanění, který je součástí sexuální dělby práce, k níž došlo při přechodu ke kapitalismu. V Kalibanovi vykrystalizovala pověst Federici jako členky marxistického a feministického teoretického kánonu.

## Život
Federici se narodila v roce 1942 v italské Parmě. V roce 1967 se přestěhovala do USA, kde s podporou Fulbrightova stipendia vystudovala doktorát z filozofie na univerzitě v Buffalo. V letech 1984-1986 vyučovala na univerzitě v Port Harcourt v Nigérii. Federici působila jako docentka a později emeritní profesorka společenský věd na Hofstra University, kde v letech 1987-2005 vyučovala mezinárodní studia, ženská studia a politickou filozofii. Ve svém výzkumu se zde zaměřovala na otázky kolonialismu, trestu smrti, imigrace a emigrace, globalizace, nerovnosti na globálním trhu, potravinové politiky, kapitalismu a akademické svobody v Africe.
Na počátku 70. let byla spoluzakladatelkou Mezinárodního feministického kolektivu a organizátorkou kampaně Wages for Housework. V roce 1975 vydala knihu Wages Against Housework, která je nejčastěji spojována s hnutím Wages for Housework.
Spoluzakládala také Výbor pro akademickou svobodu v Africe (CAFA) a angažovala se v Midnight Notes Collective. V roce 1995 spoluzaložila projekt Radical Philosophy Association (RPA) proti trestu smrti.
V březnu 2022 byla mezi 151 mezinárodními feministkami, které podepsaly dokument Feminist Resistance Against War: A Manifesto (Feministický odpor proti válce: Manifest) na znamení solidarity s Feministickým protiválečným odporem, který iniciovaly ruské feministky po ruské invazi na Ukrajinu.

## Dílo
Jejím nejznámějším dílem je Caliban and the Witch (Kaliban a čarodějnice), v němž chce propojit myšlenky radikálních a socialistických feministek a věnovat se vykořisťování žen s ohledem na historické struktury i třídní společnost a postavení žen v době kapitalismu. Na původním výzkumu spolupracovala s Leopoldinou Fortunati a jeho výsledek vyšel v roce 1984 pod názvem Il Grande Calibano. Storial del corpo sociale ribelle nella prima fase del capitale (Velký Kaliban. Historie těla rebela v první fázi kapitalismu). K tomuto výzkumu se začala opět věnovat po svém návratu z Nigérie, kde měla možnost některé z myšlenek spatřit v praxi, chtěla tedy tuto zkušenost do knihy zapracovat.
V Caliban and the Witch se zaměřuje na postavení žen ve společnosti, na přechod z feudálního systému ke kapitalismu a jeho dopady na práva a povinnosti žen ve vztahu s mužskou populací. To se snaží ukázat již v názvu (inspirovaným Shakespearovou Bouří), v němž Kaliban, antikolonialistický rebel, symbolizuje proletariát jako nástroj rezistence vůči kapitalismu a čarodějnice poukazuje na ženu, kterou chce kapitalismus zničit. Opírá se přitom o marxistické teorie, které však mnohdy přepracovává z feministického úhlu pohledu, zároveň se zabývá pojmem primitivní akumulace. Vyjadřuje se také k Foucaultovým myšlenkám o těle, jež vzhledem ke kontextu nelze vnímat asexuálně.
Věnuje se zde hlavně tomu, jak se změnila možnost práce žen a jak jejich práci vnímá společnost. V kapitalismu, kde je nejdůležitějším kapitálem pracovní síla, žena tento kapitál produkuje. Vzhledem k jeho nutnosti se však společnost snaží získat kontrolu nad reprodukcí a ženským tělem, aby tohoto kapitálu nebyl nedostatek. Ženám se tak značně omezuje právo si vydělat – porod je vnímán jako přirozená věc, zároveň už však není prostor, kde se angažovat. Patriarchát tedy překonává, neboť je žena stále závislá na muži. Ta, která není – například žije sama či neposlouchá muže, vyzývá k rebelii – taková žena je démonizována. Kvůli tomu je také potřeba vnímat i vliv inkvizice a upalování čarodějnic – do jisté míry totiž šlo také o politický tah, jak získat nadvládu nad ženou a jejím tělem.
Podobnými tématy se zabývá i ve svých dalších dílech.

### Knihy
- (1975) Wages Against Housework. Bristol: Vydáno společně nakladatelstvími Power of Women Collective a Falling Wall Press.
- (1984, s Leopoldinou Fortunati) Il Grande Calibano: Storia del corpo sociale ribelle nella prima fase del capitale. Milan: Franco Angeli
- (2004) Il Femminismo e il Movimento contro la guerra USA. v DeriveApprodi #24
- (2004) Caliban and the Witch: Women, the Body and Primitive Accumulation. Brooklyn, NY: Autonomedia.
- (2012) Revolution at Point Zero: Housework, Reproduction, and Feminist Struggle, Brooklyn/Oakland: Common Notions/PM Press.
- (2018) Re-enchanting the World: Feminism and the Politics of the Commons. Oakland, CA: Kairos/PM Press.
- (2018) Witches, Witch-Hunting, and Women. Oakland, CA: PM Press
- (2020) Beyond the periphery of the skin: rethinking, remaking, reclaiming the body in contemporary capitalism. Oakland, CA: PM Press
- (2021) Patriarchy of The Wage: Notes on Marx, Gender, and Feminism. Oakland, CA: PM Press.

### Editorství
- (1995) (ed.) Enduring Western Civilization: The Construction of the Concept of Western Civilization and Its "Others". Westport, CT, and London: Praeger.
- (2000) (ed.) A Thousand Flowers: Structural Adjustment and the Struggle for Education in Africa. Africa World Press.
- (2000) (eds.) African Visions: Literary Images, Political Change, and Social Struggle in Contemporary Africa. Westport, CT, and London: Praeger.

Dále je autorkou řady článků.